# CDMF
In der Kryptographie ist CDMF (Commercial Data Masking Facility) ein 1992 von IBM entwickelter Algorithmus um die Stärke des 56-Bit-DES-Algorithmus auf die von 40-Bit-Verschlüsselung zu verringern, um den damaligen Anforderungen der U.S.-Beschränkungen über den Export von Kryptotechnologie zu genügen. Anstatt, dass es sich bei CDMF um einen gänzlich anderen Algorithmus als DES handelt, wird nur ein anderer Schlüsselerzeugungsalgorithmus, genannt Schlüsselkürzung, eingesetzt. Es ist einer der Verschlüsselungsalgorithmen die von S-HTTP unterstützt werden.

## Algorithmus
Wie DES nimmt auch CDMF einen 64-Bit-Schlüssel als Eingabe entgegen, jedoch werden nicht alle Bits auch tatsächlich genutzt.
Der Algorithmus besteht aus den folgenden Schritten:
1. Löschen der Bits 8, 16, 24, 32, 40, 48, 56, 64 (Ignorieren dieser Bits, wie es DES macht).
2. XOR auf das Ergebnis zusammen mit seinem DES-Kryptogramm mit dem Schlüssel 0xC408B0540BA1E0AE anwenden.
3. Löschen der Bits 1, 2, 3, 4, 8, 16, 17, 18, 19, 20, 24, 32, 33, 34, 35, 36, 40, 48, 49, 50, 51, 52, 56, 64.
4. Das Ergebnis mit DES unter Verwendung des Schlüssels 0xEF2C041CE6382FE6 verschlüsseln.

Die resultierenden 64-Bit-Daten werden als DES-Schlüssel verwendet. Auf Grund von Schritt 3 muss ein Brute-Force-Angriff nur 240 mögliche Schlüssel ausprobieren.